# Meteorus conjunctus
Meteorus conjunctus är en stekelart som beskrevs av De Saeger 1946. Meteorus conjunctus ingår i släktet Meteorus och familjen bracksteklar. Inga underarter finns listade i Catalogue of Life.